# 楓香皮粉蝨
楓香皮粉蝨（学名：Pealius liquidambari）为粉蝨科皮粉蝨屬下的一个种。